# Gävle
Gävle este un oraș în partea de est a Suediei. Este reședința regiunii Gävleborg și a comunei omonime.
Comuna Gävle are o populație de 103.136 locuitori (2021) Este un important centru industrial al țării printre ramurile prezente aici fiind industria lemnului (reprezentată de companiile Korsnäs AB și Stora Cell Industri AB), constructoare de mașini (galvanizări, cazane sub presiune și prefabricate din metal). Nu lipsește nici industria telecomunicațiilor reprezentată în oraș de Ericsson AB, care produce în oraș stații de emisie-recepție pentru rețelele de telefoane mobile.

## Demografie
| \| Evoluția demografică a zonei urbane Gävle, 1970–2015 \| Evoluția demografică a zonei urbane Gävle, 1970–2015 \| Evoluția demografică a zonei urbane Gävle, 1970–2015 \| Evoluția demografică a zonei urbane Gävle, 1970–2015 \| Evoluția demografică a zonei urbane Gävle, 1970–2015 \| \| --------------------------------------------------------------------------------------- \| ---------------------------------------------------- \| ---------------------------------------------------- \| ---------------------------------------------------- \| ---------------------------------------------------- \| \| An \| \| \| Locuitori \| \| \| 1970 \| 1970 \| \| 65.326 \| 65.326 \| \| 1975 \| 1975 \| \| 67.454 \| 67.454 \| \| 1980 \| 1980 \| \| 66.986 \| 66.986 \| \| 1990 \| 1990 \| \| 67.301 \| 67.301 \| \| 1995 \| 1995 \| \| 68.070 \| 68.070 \| \| 2000 \| 2000 \| \| 67.856 \| 67.856 \| \| 2005 \| 2005 \| \| 68.700 \| 68.700 \| \| 2010 \| 2010 \| \| 71.033 \| 71.033 \| \| 2015 \| 2015 \| \| 74.884 \| 74.884 \| \| Sursa: SCB - Statistika Centralbyrån, Folkmängden per tätort. Vart femte år 1960 - 2016 \| \| \| \| \| |      |  |           |        |
| Evoluția demografică a zonei urbane Gävle, 1970–2015 |      |  |           |        |
| An |      |  | Locuitori |        |
| 1970 | 1970 |  | 65.326    | 65.326 |
| 1975 | 1975 |  | 67.454    | 67.454 |
| 1980 | 1980 |  | 66.986    | 66.986 |
| 1990 | 1990 |  | 67.301    | 67.301 |
| 1995 | 1995 |  | 68.070    | 68.070 |
| 2000 | 2000 |  | 67.856    | 67.856 |
| 2005 | 2005 |  | 68.700    | 68.700 |
| 2010 | 2010 |  | 71.033    | 71.033 |
| 2015 | 2015 |  | 74.884    | 74.884 |
| Sursa: SCB - Statistika Centralbyrån, Folkmängden per tätort. Vart femte år 1960 - 2016 |      |  |           |        |

## Personalități născute aici
- Erik Acharius (1757 - 1819), botanist, naturalist;
- Charlotte Cederschiöld (n. 1944), om politic.